# Acalypha trachyloba
Acalypha trachyloba é uma espécie de flor do gênero Acalypha, pertencente à família Euphorbiaceae.